# Ermita de Sant Antoni de Pàdua (Maspujols)
L'Ermita de Sant Antoni de Pàdua és una obra del municipi de Maspujols (Baix Camp) inclosa en l'Inventari del Patrimoni Arquitectònic de Catalunya.

## Descripció
Bastida dalt d'un turó, al costat del cementiri de la vila, s'hi arriba per un camí de xiprers des del poble. Edifici d'una sola nau, de planta rectangular, obra de paredat amb reforços de carreus en els angles. Façana pràcticament tota arrebossada de blanc, coronada per una espadanya alta, doble, amb quatre campanes. Porta d'arc rodó, adovellat. Capçalera arrodonida, amb l'altar senzill. Interessant coberta, amb embigats i encavallaments de fusta que sostenen un sostre nou, de maons, i teulada de dues vessants. Interior totalment emblanquinat. Té annexada, prop de la capçalera, a la banda del poble, una capella de planta quadrada de parament més antic.

## Història
Ermita construïda, com les de la mateixa advocació, dalt d'un coster. Bastida el segle xvii, fou restaurada després de la guerra dels Matiners, és a dir entorn 1850. Al seu costat s'hi edificà el 1860 l'actual cementiri, realitzat en estil pompeià. A Sant Antoni també hi tenia casa l'ermità. Ha estat restaurada uns vint anys enrere, amb algunes modificacions a la façana.